# Doxomanie
Doxomanie (von altgriechisch δόξα = „Ruhm, Ehre“ und μανία <maníā> = „Raserei, Wut, Wahnsinn“) bezeichnet Ruhmsucht oder Ruhmbegierde.

## Begriffsgeschichte

### Doxomanie in der katholischen Morallehre
Eine erste nachweisbare Nennung von Ruhmsucht als menschliches Laster geht auf Euagrios Pontikos zurück, der Ruhmsucht als Vana Gloria zu den acht negativen Eigenschaften rechnete, von denen Mönche heimgesucht werden könnten. Papst Gregor I. († 604) ordnete in seinem Sündenkatalog Ruhmsucht der Todsünde des Hochmuts zu.
Seit dem frühen Christentum spielte diese Auffassung eine Rolle. Johannes Cassianus schreibt:
Fastet der Mönch offen, so wird er von der eitlen Ruhmsucht geplagt; wenn er es, um die Ruhmsucht zu vermeiden, verheimlicht, so versetzt ihm [S. 229] wieder die Selbstüberhebung Schläge. Um nicht von der eitlen Ruhmsucht angesteckt zu werden, vermeidet er es, lange Gebete in der Gegenwart der Brüder zu verrichten, und doch entgeht er dem Stachel der Eitelkeit nicht, wenn er sie im Verborgenen verrichtet und keine Zeugen seines Handelns hat.
Ramon Llull (ca. 1237 bis 1316) schreibt in der Doctrina pueril:
 Ruhmsucht bewirkt, dass man sein inneres Streben ganz auf die eigene Ehre ausrichtet ... Deshalb tun Ruhmsüchtige Gutes oder etwas, das den Anschein des Guten hat, damit man sie lobt und ehrt.
Ältere Konversationslexika beschreiben die Doxomanie bis ins 19. Jahrhundert hinein als übermäßige Ruhmbegierde bzw. Ruhmsucht.

### Doxomanie und vergleichbare psychopathologische Konzepte
Neben der christlich-moralischen Bewertung der Ruhmsucht findet die Beschreibung des entsprechenden Verhaltens im 20. Jahrhundert Eingang in die Psychologie und Psychiatrie. Im Rahmen des Krankheitsbildes der narzisstischen Persönlichkeitsstörung wird die „Suche nach Ruhm, Berühmtheit und Kraft“ als ein Motiv diskutiert. Insofern ist das Konzept der Doxomanie auch heutzutage noch aktuell.
Eine nicht verwandte historische Bezeichnung ist Paradoxomanie („Paradoxie-Sucht“), die als Sucht, durch etwas Außerordentliches, Unerwartetes und Seltsames zu glänzen, beschrieben wird. In diesem Zusammenhang ist auch von Sonderlingssucht und Seltsamkeitsfieber die Rede. Die Sonderlingssucht sei auch ein Grund für Irrtümer, denn durch die „Sonderlingssucht oder das unbedingte Streben nach dem Ungewöhnlichen“ werde, so Uhle (1825), mancher „verleitet, auch die unumstößlichen Wahrheiten nicht anzunehmen“, weil man so starkes Wohlgefallen am Unglaublichen („oder: Überglaublichen“) finde, „daß man auch den gewagtesten Voraussetzungen Glauben beimißt, und alles vernünftige Selbstdenken verlernet.“.